# René de La Tour du Pin
Pour les articles homonymes, voir La Tour du Pin.
Charles-Humbert-René de La Tour du Pin Chambly de La Charce, né le 1er avril 1834 à Arrancy (Aisne), à proximité de Laon, et décédé le 4 décembre 1924 à Lausanne, est un officier et homme politique français, inspirateur en France du catholicisme social.

## Famille
Fils aîné d'Humbert de La Tour du Pin, marquis de La Charce, et de Charlotte-Alexandrine de Maussion, Charles-Humbert-René de La Tour du Pin est issu d’une vieille famille de la noblesse dauphinoise, catholique et royaliste. Il épousera en 1892 sa cousine, Marie-Séraphine de La Tour du Pin Montauban, dont il n'aura pas d'enfants.

## De l'armée aux cercles catholiques
René de La Tour du Pin entre à Saint-Cyr en 1852. Jeune officier, il sert sous le Second Empire en Crimée, en Italie et en Algérie avant de participer à la guerre contre la Prusse en 1870. Fait prisonnier lors de la reddition de Metz en octobre 1870, il sympathise en captivité avec Albert de Mun. En septembre 1871, au lendemain de la Commune, alors qu’il est encore capitaine aide de camp du gouverneur militaire de Paris, il s’engage, à la demande de Maurice Maignen, fondateur en 1845 des Frères de Saint Vincent de Paul dans l’Œuvre des cercles catholiques d’ouvriers avec ses amis Albert de Mun et Félix de Roquefeuil. Son action est alors inspirée des travaux de Frédéric Le Play. C'est alors qu'il est touché par la situation des ouvriers. Ses écrits politiques sont marqués par cette situation. Plus encore que Lamennais, il est à la source du courant du catholicisme social en France.

## La Tour du Pin et le catholicisme social
Dans son ouvrage Vers un ordre social chrétien, La Tour du Pin propose une rénovation de l’ordre social conforme à la religion chrétienne. Selon lui, la Révolution française a détruit les multiples droits qui protégeaient les travailleurs sous l’Ancien Régime et organisaient la vie économique. Il critique en particulier la Loi Le Chapelier qui interdit les organisations de travailleurs : « il ne doit pas être permis aux citoyens de certaines professions de s'assembler pour leurs prétendus intérêts communs ; il n'y a plus de corporation dans l'État ; il n'y a plus que l'intérêt particulier de chaque individu », ainsi que le code napoléonien qui consacrera cet héritage. Il souhaite abolir la liberté de travail pour instaurer une société organique plus respectueuse de l’homme.
Il dénonce à la fois le libéralisme, négation des droits des ouvriers, et le socialisme, négation des droits des patrons. À la place, il prône le corporatisme qui assurerait le respect égal des droits divers. Ces corporations, de création libre, seraient par la suite rendues obligatoires à la fois pour les protéger des concurrences déloyales et pour qu’elles puissent tenir un rôle politique. Elles devraient en effet être incluses dans l’État, à la manière des communes, qui s’assurerait qu’elles participent à l’utilité publique tout en les protégeant de la compétition extérieure. 
La Tour du Pin énumère trois conditions nécessaires à l’établissement des corporations. Premièrement, la création d’un patrimoine corporatif formé par une contribution sur la production qui permettrait la propriété collective des moyens de production, la propriété individuelle étant presque impossible à réaliser pour les ouvriers. Deuxièmement, la garantie de la capacité professionnelle qui prendrait la forme d’un brevet nécessaire pour appartenir à la corporation et s’y élever, et ouvert à tous sous couvert de posséder les aptitudes requises. Enfin, l’instauration de la représentation au sein de la corporation. Celle-ci serait organisée par la séparation des pouvoirs décrite par Montesquieu et les décisions concernant les droits et les devoirs de ses membres seraient soumises au vote par ordre, à savoir le capital, la direction et la main d’œuvre. 
Pour La Tour du Pin, la liberté de travail porte nécessairement la rente au capital, diminuant à la fois la qualité et la quantité des matières premières et de la main d’œuvre. En outre, la liberté du capital permettant d’investir à l’étranger appauvrit la production nationale et augmente le déficit commercial. Au contraire le corporatisme lutte contre la décadence économique en permettant la concurrence mais au sein d’une même corporation, et donc aux mêmes conditions. Il lutte contre la décadence morale en favorisant l’organisation des ateliers et des conditions de travail d’un commun accord. Il lutte enfin contre la décadence politique en reconstruisant les organisations sociales détruites par le libéralisme, favorisant ainsi l’implication des citoyens en leur offrant quelque chose à conserver.  La société serait alors démocratique à la base et aristocratique au sommet. En outre, il faudrait favoriser l’adhésion aux doctrines religieuses, politiques, économiques et sociales de l’Église pour lutter contre l’idéologie imposée par la Révolution, qui aurait un état-major : la secte maçonnique, et deux forces : les cabinets libéraux et les associations populaires socialistes. 
Il s’attarde également sur la question agricole, essentielle par son importance économique et préoccupante, car menacée par la surproduction d’outre-mer et de Russie. Il propose une entente européenne pour conserver les marchés respectifs des nations, la création d’un crédit agricole pour lutter contre la spéculation et l’établissement d’associations pour préserver l’existence sociale menacée des paysans. Ce protectionnisme est nécessaire car un État qui ne serait pas maître de ses tarifs douaniers ne le serait pas non plus du développement de ses industries, et ne pourrait donc assurer le bien-être de sa population. En particulier, il faut protéger et favoriser le marché local qu’il définit comme étant l’unité simple de l’État, lui-même unité de l’Europe. La destruction du marché local entraînerait celle des deux autres, comme de manière analogue la destruction des cellules entraîne la mort du corps humain. Il propose pour cela de développer la pratique du métayage : les prêts du propriétaire éviteraient le recours à l’usure et l’autonomie de l’exploitant serait assurée, n’ayant ni salaires ni matières premières à payer. Le partage de l’excédent entretiendrait alors à la fois le capital et la marmite. Ce contrat de société serait supérieur au contrat de louage qui résiste mal aux crises à cause de la rente fixe à payer. La Tour du Pin définit également trois droits relatifs à la question agricole : le droit à la propriété, pour éviter la pauvreté ; le droit de pauvreté, qui permet aux pauvres d’accéder à la propriété, et les droits de la société qui possède un domaine sur la propriété du sol national, lui permettant d’intervenir sur la distribution de la propriété foncière et de prélever des impôts. En plus de l’aspect légal, il rappelle l’utilité de la coutume qui refrène naturellement la libre concurrence et favorise le troc. En plus de la légalisation et la coutume, les mœurs sont le troisième agent de l’économie puisqu’ils permettent de favoriser l’unité sociale. Il faut ainsi préserver les exploitants des influences libérales et sociales : « Vivre sans travailler est un idéal qu’on ne doit jamais présenter au paysan ».  
La Tour du Pin critique également l’usure, sur laquelle repose le capitalisme, qui n’est pas seulement un intérêt excessif mais toute forme d’intérêt. En effet, le prêt doit être gratuit, et le payement pour une location est justifié par la détérioration de l’objet prêté. Mais l’argent n’est qu’un moyen d’échange et ne peut donc se détériorer. Il condamne donc cette pratique bien que connaissant sa justification, à savoir le risque de perte prise par le prêteur. Mais l’usure rompt l’équilibre commercial en ne constituant plus un échange de deux valeurs égales, rompant du même coup l’équilibre social. L’écart entre rentiers et travailleurs ne peut alors qu’augmenter puisque l’usure mange sur la production qui doit alors diminuer le coût du travail, réduisant la possibilité d’épargne des ouvriers. Le phénomène est encore amplifié par les intérêts composés, qui détruisent la production d’année en année, et la spéculation. Afin de supprimer la rente d’État causée par l’usure, La Tour du Pin préconise différentes mesures. Déjà, la décentralisation pour réduire le coût de l’administration. Un impôt somptuaire, c’est-à-dire sur la consommation de luxe, qu’il faudrait définir selon la consommation moyenne et par fonction sociale. Enfin, distinguer les importations qui participent à la production nationale et celles dont la disparition stimulerait l’économie.

## Convictions monarchistes
En 1877, il est nommé attaché militaire en Autriche-Hongrie et rencontre le « comte de Chambord », prétendant légitimiste au trône de France, dans son exil de Frohsdorf. À Vienne il est également marqué par l’influence des catholiques sociaux autrichiens, le plus représentatif d’entre eux étant le baron Karl von Vogelsang (1818-1890) qui anime la revue Vaterland. 
En 1881, il démissionne de l’armée et se retire sur ses terres d’Arrancy, dont il sera maire. À la mort du « comte de Chambord », en 1883, La Tour du Pin reporte sa fidélité royaliste sur l'aîné des Orléans, Philippe, comte de Paris, qu’il rencontre à Eu. Au début 1885, de passage à Rome, il est reçu par le pape Léon XIII. En 1891, contrairement à Albert de Mun, il refuse le ralliement des catholiques français à la Troisième République. Comme le futur maréchal Lyautey, qui publie au même moment son "Rôle social de l’officier", largement inspiré de l’expérience des « cercles catholiques », La Tour du Pin demeurera fidèle à ses idées royalistes de jeunesse.
En 1892, il rencontre pour la première fois le jeune Charles Maurras, encore républicain, amorce une correspondance qui devait se poursuivre jusqu’à la mort du colonel. Une fois l’Action française fondée en 1899, La Tour du Pin apporte son concours. Il livrera ainsi trois études à la Revue grise d’AF entre 1904 et 1906, sur la noblesse, la représentation professionnelle et l’organisation territoriale de la France. En 1907 il publie son maître livre, imposant recueil d’articles écrits à partir de 1882 : Vers un ordre social chrétien. Le marquis de La Tour du Pin meurt à Lausanne le 4 décembre 1924 à 90 ans révolus.

## Postérité
La pensée de La Tour du Pin aide à la rénovation intellectuelle que connaît le catholicisme en France pendant toute la première partie du XXe siècle : l'Église y réaffirme sa responsabilité auprès des plus pauvres et promeut l'engagement des laïcs au service de la cité. L'Action française et Firmin Bacconnier y puisent une bonne partie de leurs idées sociales. Ainsi, comme l'expliquera Charles Maurras : « Ce n’est pas La Tour du Pin qui est à l’Action française, c’est l’Action française qui est à La Tour du Pin. »
Les écrits de La Tour du Pin marqueront également le général de Gaulle. En 1970, Edmond Michelet, ministre du général, faisait remarquer à ce sujet « s’il est un personnage que le général de Gaulle connaît mieux que Marx, c’est peut-être le très ignoré aujourd’hui La Tour du Pin ». En ce début du XXIe siècle, le Groupe d'action royaliste, dans le cadre de l'Action sociale corporative, poursuit la rénovation et l'actualisation des idées de La Tour du Pin.

## Œuvre
- Vers un ordre social chrétien, Éditions du Trident, 1987
- Vers un ordre social chrétien - Jalons de route 1882-1907, Paris, Nouvelle Librairie nationale, sans date (1907), format in-8°, XII + 514 pages. Il s'agit d'un recueil d'articles de circonstance publiés entre 1882 et 1907, dans différentes revues, principalement l'Association catholique et le Réveil français.

Ce dernier ouvrage regroupe les articles en cinq parties :
- I - Les origines d'un programme
- II - Économie sociale
- III - Politique sociale
- IV - Au contre-pied de la Révolution
- V - La Restauration française

### Ouvrages biographiques
- Roger Sémichon, Les idées sociales et politiques de La Tour du Pin exposées d'après son livre "Jalons de route" , éditions Beauchesne 1936.

- Antoine Murat, La Tour du Pin en son temps, Via Romana, 2008  (ISBN 978-2-916727-32-5) [présentation en ligne]
- Jacques Bassot, Travail et Propriété  Actualité révolutionnaire de La Tour du Pin, Editions de l'Institut d'etudes coorporatives et sociales, 1943

### Articles de presse
- Paul-André Delorme, « La Tour du Pin, héraut du catholicisme social »,  Rivarol, no 3434,‎ 22 juillet 2020, p. 10-11.